# Tarasiwka (obwód iwanofrankiwski)
Tarasiwka (ukr. Тарасівка) – wieś na Ukrainie, w obwodzie iwanofrankiwskim, w rejonie tłumackim. 
W II Rzeczypospolitej wieś w powiecie tłumackim województwa stanisławowskiego.
W latach 1944–1947 nacjonaliści ukraińscy z OUN-UPA zamordowali tutaj 12 Polaków.
W czasie okupacji niemieckiej mieszkające tutaj polskie małżeństwo, Stanisław i Anna Krzemieńscy, udzielało pomocy 17 Żydom. W 1966 roku Instytut Jad Waszem uhonorował ich za to tytułami Sprawiedliwych wśród Narodów Świata.
Do 1946 roku miejscowość nosiła nazwę Jackówka.